# Liste der Gouverneure der Upper River Region
Die Liste der Gouverneure der Upper River Region listet die Regional-Gouverneure, also die obersten Vertreter der Regierung, in der Upper River Region des westafrikanischen Staates Gambia.

## Liste
Aufgrund der Quellenlage ist die Liste unvollständig und wird stetig ergänzt.
| Zeitraum                     | Amtsinhaber in der Upper River Region |
| ---------------------------- | ------------------------------------- |
| um/vor 2000–2003             | Daba Marenah († 2006)                 |
| 2003–2013                    | Omar Khan                             |
| 2013 (interim)               | Kanimang Sanneh                       |
| 28. November 2013 bis 2017   | Omar Sompo Ceesay                     |
| ab 6. März 2017 bis 2018     | Fatou Jammeh-Touray                   |
| 2018 bis Ende August 2020    | Fanta Bojang Samateh-Manneh           |
| September 2020 bis Juni 2024 | Samba Bah                             |
| ab Juni 2024                 | Abdoulie Kah                          |

Nicht enthalten in der Liste: Sulayman Masanneh Ceesay (1939–2015), er diente als Divisional Commissioner allen fünf Divisionen (heute Regionen). Der Zeitraum ist noch unbelegt.